# しあわせの予感 (星川とみ)
『しあわせの予感』（しあわせのよかん）は、星川とみによる日本の漫画作品。
『なかよし』（講談社）にて1979年5月号に掲載された読み切りである。それを表題作とした短編集について説明する。

## 収録作品
ディスコクイーンにご用心!
『なかよし』1979年3月号掲載。
いちご村から
『増刊なかよし』1978年6月号掲載
14人めのオオカミくん
『増刊なかよし』1977年5月掲載。
姫 おさきにどうぞ
『増刊なかよし』1977年8月号掲載。

## 書誌情報
- 星川とみ『しあわせの予感』講談社〈講談社コミックスなかよし〉1979年7月5日初版発行、全1巻
  - 「ディスコクイーンにご用心!」「いちご村から」「14人めのオオカミくん」「姫 おさきにどうぞ」併録。

※ISBNが適用される以前の出版物のため、存在しない。 